# Georges Fay
Pour les articles homonymes, voir Fay.
Marc-Louis-Georges Fay né le 29 mai 1871 à Lyon (5e arrdt.) et mort dans cette même ville le 1er août 1916 , est un artiste peintre, affichiste, lithographe et dessinateur français.

## Biographie

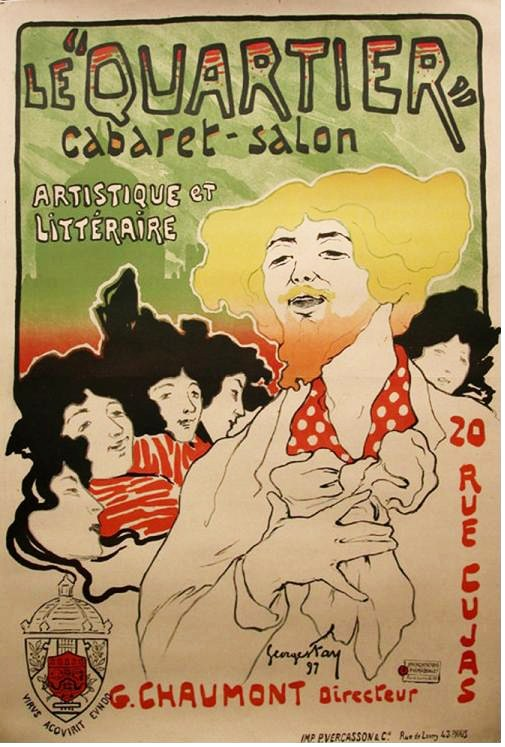
Première affiche connue de Fay (1896) pour un cabaret parisien situé rue Cujas.

Georges Fay est le fils de Jeanne-Marie-Alexandrine Vachon et Marc-Antoine-Louis Fay, un négociant lyonnais. 
Il effectue son service militaire au 10e régiment d'artillerie à pied puis au 41e batterie en étant détaché à l'entreprise Pommerol à Saint-Pons et sort brigadier de réserve.
On dispose de peu d'éléments sur la vie artistique de Georges Fay. Il commence à produire des affiches en 1897 et travaille essentiellement avec les Établissements P. Vercasson & Cie, un imprimeur parisien situé 43 rue de Lancry, spécialisé dans la lithogravure d'art. L'artiste habitait d'ailleurs pas très loin, au 11 rue d'Alsace, du moins avant 1906.
Deux de ses affiches sont retenues par Jules Chéret pour figurer dans la revue Les Maîtres de l'affiche (1895-1900).
Le 9 septembre 1905, il épouse Pauline-Antoinette-Joséphine Vergnory, née en 1873, professeure de chant vivant dans le 5e arrondissement de Paris. Les témoins sont les écrivains Léon Werth et Pierre Perrier de La Bâthie, frère du célèbre botaniste. 
Le couple emménage ensuite au 26 avenue Schneider à Clamart.
Mobilisé, Georges Fay meurt à l'hôpital militaire Desgennettes dans le 2e arrondissement de Lyon, des suites d'une méningite,.

## Affiches
- Le « Quartier » Cabaret-Salon artistique et littéraire, 1897
- Amieux-Frères Sardines, 1898
- Syndicat central des agriculteurs de France, 1900
- Omega Oil Stops Pain, vers 1900
- Chambre syndicale de la publicité. Théâtre de verdure, 1907

Affiches publiées dans Les Maîtres de l'affiche
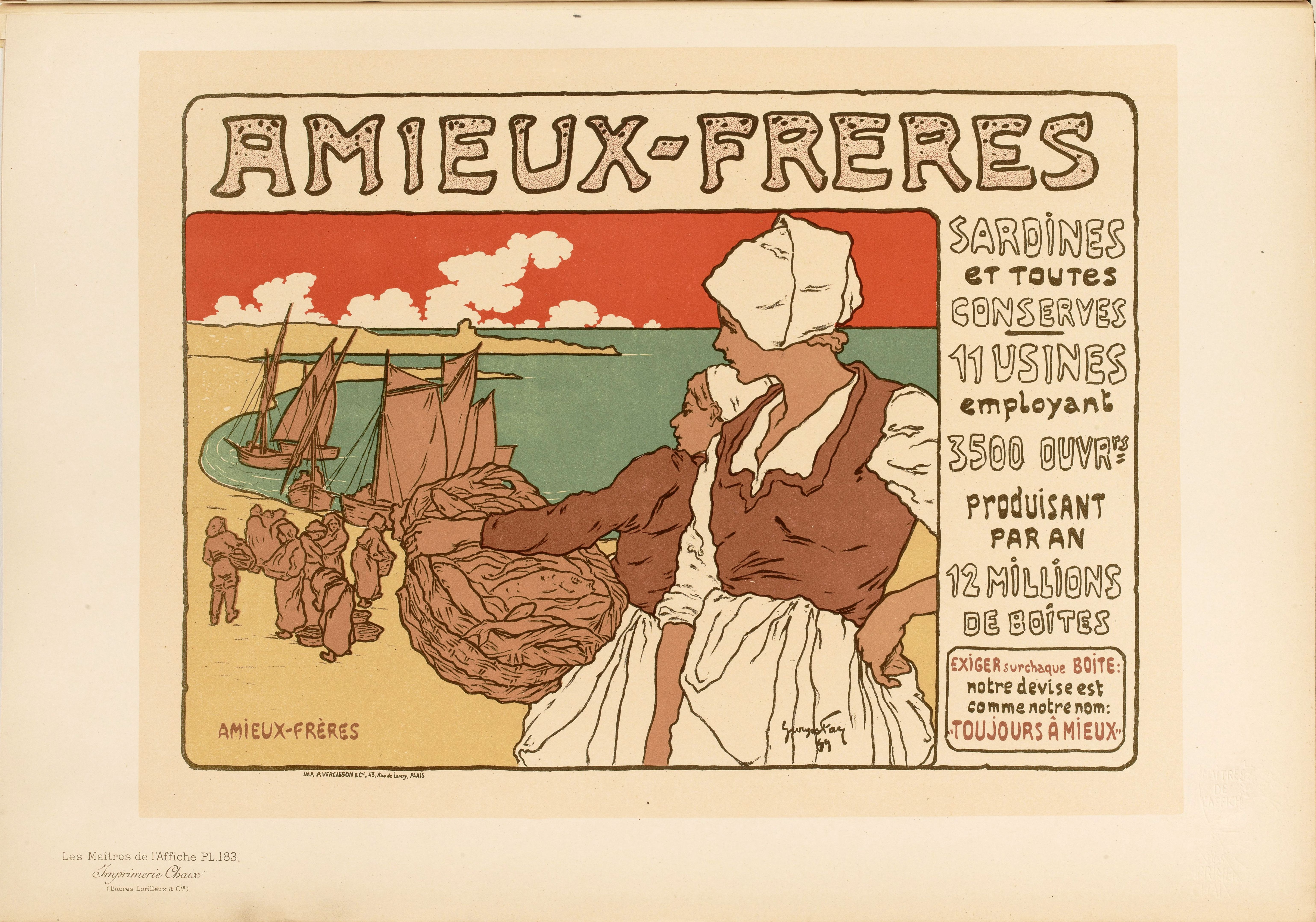
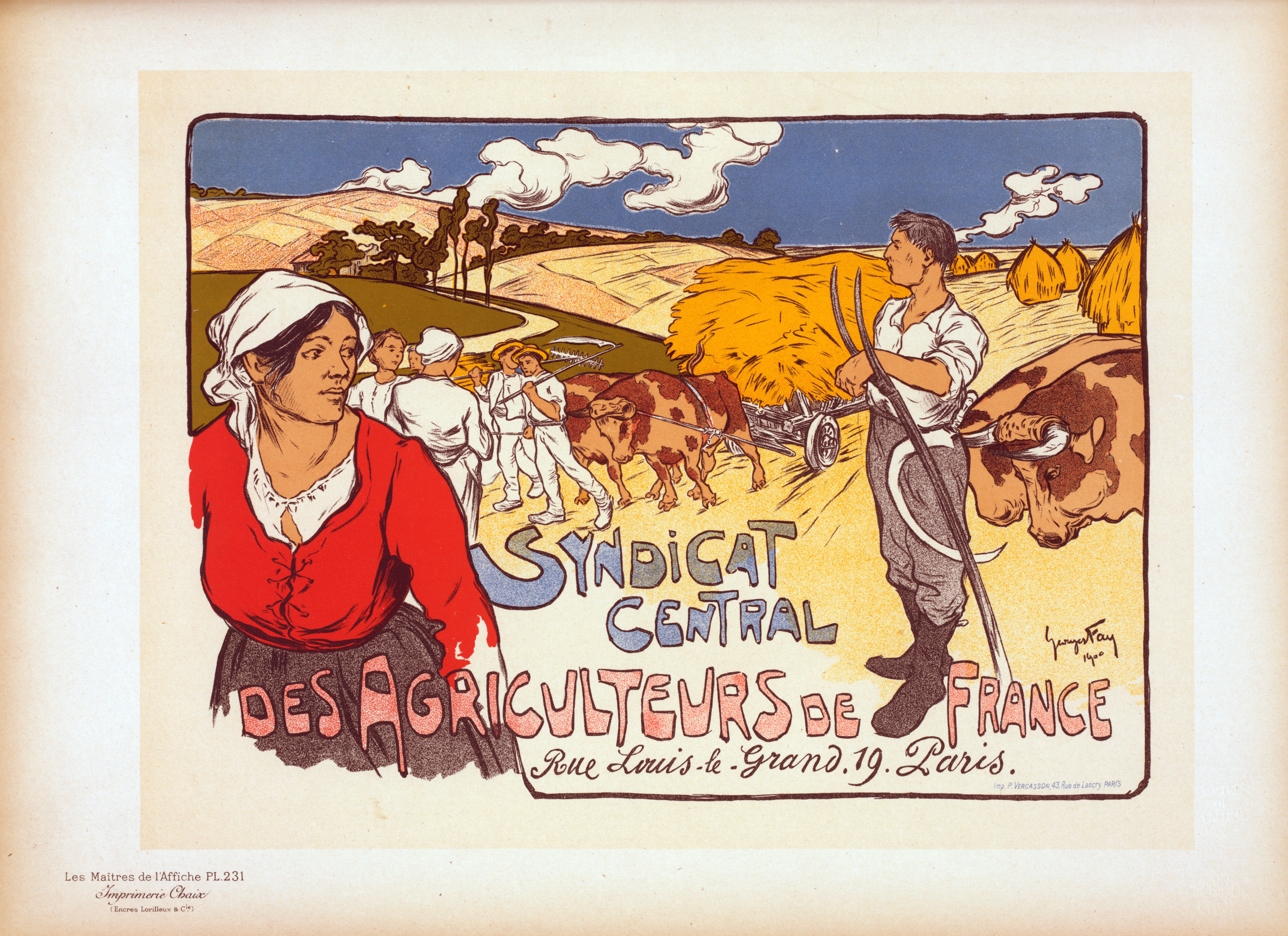